# 857
857 foi um ano comum do século IX, que teve início e fim a uma sexta-feira, no Calendário juliano. A sua letra dominical foi C.
| Ano completo                       |
| ---------------------------------- |
| Ano comum com início à sexta-feira |